# Хинухци
Хинухци (рус. Гинухцы, енгл. Hinukhs) су нахско-дагестански народ који живи у сјеверним државама, а највећи број њих тренутно живи у Севернокавкаском федералном округу, у републици Дагестан, која је иначе највећа руска република на сјеверном Кавказу.

## Подручје и језик
Хинухским језиком говоре становници села Хинух које се налази у Цунтинском округу Дагестана и које представља језичку енклаву. Хинухски језик се често изоставља из класификације дагестанских језика. Најранији подаци о хинухском језику потичу од руског етнографа и путника А. Сержпутовског, у писмима из 1916. Од тада су хинухски језик истраживали Д. Имнаишвили, Е. Ломтадзе и Е. Бокарев. Прва два од ових истраживача сматрају да је хинухски дијалекат дидојског језика, али је Бокарев сматрао да је хинухски посебан језик који припада дидојској подгрупи и који се налази негдје између западних (дидојског и хваршинског) и источних дидојских језика (бежтинског и хунзибског). Током вијекова у хинухски језик су доспеле туђице из језика као што су аварски, дидојски и грузијски језик. Током 20. вијека руски језик је имао доминантан утицај. Хинухски језик нема писани облик, па се из тог разлога користи аварски.
Хинухци живи у Дагестану, у горњем дијелу ријеке Андијски-Којсу.

## Становништво
Информације о бројности хинухског становништва су непотпуни и нејасни. Само су пописом из 1926. године Дидојски народи забележени као посебни народи (Хинухци су пописивани као Дидојци). У свим другим случајевима забиљежени су као Авари. Податке из 1958. и 1967. прикупили су истраживачи.
| Година | Број становништва  |
| ------ | ------------------ |
| 1958.  | 200 (Ј. Дешеријев) |
| 1967.  | 200 (Е. Бокарев)   |

Антрополошки, Хинухци су припадници кавкаског типа балканско-кавкаске расе, са неким видљивим карактеристикама каспијског типа. Планински регион Дагестана представља границу између ова два антрополошка типа.

## Религија
Хинухци су муслимани (сунити). Уз ислам, кога су у Дагестан у 8. вијеку донели Арапи, у 9. и 11. вијеку хришћанство је почело да се шири уз подршку владара Грузије и Кахетије. Војни поход који је водио Тимур (у 14. вијеку) помогао је у сузбијању ширења хришћанства и знатно учврстио ислам на овим просторима. До 16. вијека ислам је постао званична религија. До појаве ислама и хришћанства Хинухци су били пагани који су практиковали своје обичаје. Елементи паганских обичаја преживјели су до данас.

## Култура и поријекло
Културни развој Хинухца прати опште карактеристике дагестанске културе. Једини културни елемент који их разликује од других Андо-дидојских етничких група је језик, све остале компоненте разликују се само у детаљима. Међутим, примјетни су грузијски и кахетски утицаји на културу Хинухца, ови утицајису видљиви су углавном у архитектури, а стигли су до њих преко Тушинаца или Бацбијаца.
Поријекло Хинухца је годинама предмет академског спора и постоји неколико хипотеза о овом питању. Током педесетих и шездесетих година 20. вијека постојали су покушаји да се етничка разноликост Дагестана објасни кроз традиционалну теорију територијалне изолације. Међутим, у случају Андо-дидојских народа ово објашњење није убедљиво. У сливу ријеке Андијски-Којсу, нема изолације између суседних етничких група. М. Агларов је 1980. година сугерисао да је етничка разноликост овог региона резултат полиструктурног политичког система, који је због својих малих независних политичких јединица (слободне заједнице и удружене заједнице), стабилног друштва и фиксних граница фаворизовао лингвистичку фракционализацију.

## Историја
Територијом Хинухца су углавном владали аварски (серирски) ханови. Према неким грузијским изворима, југозападни дио територије Дагестана, што укључује и територију Хинухца био је дио територије Кахетије у периоду од 10. до 13. вијека. Први записи о независној дидојској политичкој јединици, „слободној заједници”, која је само номинално зависила од Авара, датира из 17. вијека. Блиске економске и политичке везе постојале су између Хинухаца и других Андо-дидојских заједница. Хинухци су такође имали добре односе са Тушинцима који живе у Кахетији. Учвршћивање ислама у 18. вијеку у хинухском друштву, довело је до низа вјерских ратова са хришћанима из Грузије.
У хинухском друштву владали су патријархални феудални односи. Са једне стране, племенски односи су доминантни у друштвеним сферама (скупштина заједнице, заједничко власништво над земљиштем, изборна управна тијела итд.), а с друге стране почело се развијати феудално друштво (хијерархија власти, диференцијација на основу имовине ). Међутим, у селу Хинухца феудални систем се није развио у својој класичној форми, јер је 1806. године село прикључено (анексија) Руском царству. Али до стварне власти над овим просторима дошло је тек 1870. година када је први пут профункционисао руски управни и судски систем.
Период од 1917. до 1920. године је представљао веома буран период у Дагестану за све народе који су живјели на овим просторима, па тако и за Хинухце. У то вријеме неколико нових покрета настало је на основу три главна идеолошка кретања: национализам, религиозност и бољшевизам. Прве двије идеолошке групе су удружиле снаге са циљем националног ослобођења, и као свој циљ истицали слободу од совјетске власти. Упркос ослободилачком рату у трајању од четири године, 1920. године у Дагестану је успостављена совјетска власт, а Аутономна Република Дагестан је инкорпорирана у Совјетску Русију. Једна од најважнијих војних сила Руског царства била је војска Дењикина, која је у мају 1918. године освојила велики број значајних центара и побједила бољшевички Комитет у Петровску који је формиран је у децембру 1917. У периоду од 1918. до 1919. године Кавказ је нападнут од стране турске и енглеске војске. Националистичке трупе које су исцрпљене борбом против Деникинове војске морале су се предати у прољеће 1920. године. Ипак, политичка напетост је опстала. У септембру 1920. године било је организовано још неколико устанка и један од центара незадовољства био је на територији народа Андо-дидојске групе народа. Међутим, као и прошли устанци и ратови, ови покушаји су заустављени. Наредни покрети отпора су организовани са појавом колективизације. Стабилност на овим просторима је постигнута тек након Другог свјетског рата.

## Економија
Економија Хинухца је одређена њиховим окружењем. Изобиље пашњака, и обратно, недостатак обрадивог земљишта, значило је да је сезонско сточарство било најпрофитабилније занимање. Хинухци су углавном одгајали овце и, у мањој мери, говеда и коње који су служили као радна стока за обрађивање земље. Као и њихови суседи, за своје потребе, су узгајали пшеницу и раж, али због неплодне земље ти усјеви нису били довољни за читаву годину. Због тога су били приморани да набављају одређене културе од сусједних народа. Током вијекова, Андо-дидојски  народи који живе у басену ријеке Анди-Којсу развили су добар систем економске сарадње.

### Период русификације
Антинационалистичка политика совјетске власти изражавала се у следећим активностима:
- уништавање историјског друштвено-политичког система и традиционалног начина живота, замјена старих система са новим и прекид природног културног развоја;
- раздвајање ислама и друштва, уништавање џамија и прогон духовника, као и замјена религије комунистичком идеологијом;
- образовање на страном језику (првих пет година на аварском језику, а након тога се прелази на руски језик);
- присилно усвајање европске цивилизације.

Данас се у материјалној и интелектуалној култури Хинухца могу уочити значајне промјене. У педесетим и шездесетим годинама, европска урбана култура постаје широко распрострањена. Ово се прије свега манифестује у одјећи, кућним апаратима, зградама и промењеним навикама у исхрани. У одређеној мјери још увијек се поштују старе традиције и обичаји, али млади људи више нису везани за њих, у смислу обавезности. Совјетски начин живота, дуго наметан од стране централних власти, потиснуо је традиционални начин живота и културу овог народа. Напуштањем ендогамије која је некада била карактеристика овог друштва, број мјешовитих бракова се повећао. Такође је порасла и миграција у равнице и у веће индустријске центре.